# Mahafalytenus paosy
Mahafalytenus paosy là một loài nhện trong họ Ctenidae.
Loài này thuộc chi Mahafalytenus. Mahafalytenus paosy được miêu tả năm 2007 bởi Silva.